# 小行星6320
小行星6320（6320 Bremen）是一颗绕太阳运转的小行星，为主小行星带小行星。该小行星于1991年1月15日发现。

## 轨道参数
小行星6320的轨道半长轴为2.4402794 UA，离心率为0.174。